# Rickard Lönn
Mats Rickard Lönn, född 22 januari 1990 i Kungsbacka, är en svensk tidigare handbollsspelare (vänsternia). Han spelade 13 landskamper och gjorde 19 mål för Sveriges landslag utan att delta i något mästerskap.
Lönns moderklubb är HK Aranäs. Han spelade också bland annat två sejourer för Redbergslids IK samt en och en halv säsong i tyska proffsklubben TBV Lemgo.

## Klubbar
- HK Aranäs (–2008)
- Redbergslids IK (2008–2013)
- TBV Lemgo (2013–2014)
- Bjerringbro-Silkeborg (2014–2015)
- Redbergslids IK (2015–2017)
- Hammarby IF (2017–2019)